# Высокое (Торопецкий район)
Высокое — деревня в Торопецком районе Тверской области. Входит в состав Скворцовского сельского поселения.

## География
Деревня расположена в юго-западной части района. Расстояние до Торопца составляет 25 километров. Ближайшие населённые пункты — деревни Колмаково и Покровское.

## История
В 1964 г. Указом Президиума ВС РСФСР деревня Лошаеды переименована в Высокое.
До 2005 года деревня входила в состав ныне упраздненного Пятницкого сельского округа.

## Население
| 2010 |
| ---- |
| 17   |

Национальный состав
Согласно результатам переписи 2002 года, в национальной структуре населения русские составляли 100 % от жителей.